# Clan Celentano
Clan Celentano Srl  è una casa discografica italiana, fondata da Adriano Celentano.

## Storia

### Origini
Dopo i primi tre anni con la Jolly, nasce in Celentano l'esigenza di lavorare con una maggiore autonomia, a causa delle imposizioni che l'etichetta discografica fa al cantante, da un lato continuando a pubblicare 45 giri riciclando a volte le stesse canzoni (nel 1962, ad esempio, stampano nuovamente 24.000 baci con sul retro Il tuo bacio è come un rock) o impedendogli di usare i musicisti con cui suona abitualmente dal vivo nei dischi; confrontandosi con Ricky Gianco (che vive problemi analoghi alla Ricordi) e con altri amici come Memo Dittongo, Luciano Beretta e Miki Del Prete, finalmente Celentano decide di creare una nuova etichetta discografica, che coinvolga i suoi amici musicisti e che scopra anche nuovi talenti, ispirandosi in una certa misura al Rat Pack di Frank Sinatra.
L'atto di nascita della nuova società è il 19 dicembre 1961: la sede viene stabilita a Milano, in via Zuretti, ed il capitale sociale iniziale è di 900 000 lire; a marzo del 1965 la sede verrà spostata in corso Europa 5, dove si trova oggi la sede di MTV Italia. Viene poi firmato un contratto di distribuzione con la Ri-Fi, che durerà fino al 1968 (serie ACC); successivamente l'etichetta si farà distribuire dalle Messaggerie Musicali (1969-1973 serie BF), dalla CGD (1975-1995 serie CLN), dalla BMG (1995-1996), dalla RTI Music (1996-1999), dalla Sony Music (1999-2009) e dalla Universal Music dal 2010 ad oggi.
Il primo direttore del Clan è stato il fratello di Celentano, Alessandro, dal 1961 al 1972; gli è succeduto poi Corrado Pintus, zio di Claudia Mori (dal 1972 al 1976), di nuovo Alessandro dal 1976 al 1981, poi Miki Del Prete dal 1981 al 1987 e dal 1987 in poi Claudia Mori. Il 1º maggio 1962 viene pubblicata Stai lontana da me (musica di Burt Bacharach, testo di Mogol), versione italiana di Tower of Strength, canzone con cui nasce ufficialmente il Clan Celentano, e con la quale Celentano vince il Cantagiro.

### I nuovi artisti
Il Clan è molto più di un'etichetta discografica: è una sorta di comune artistica in cui Celentano, che in quel periodo vende centinaia di migliaia di copie per ogni 45 giri, riunisce parenti (come il nipote-cognato Gino Santercole o la fidanzata dell'epoca Milena Cantù) e vecchi amici come Ricky Gianco, Miki Del Prete, Luciano Beretta, i Ribelli e Detto Mariano.
Contemporaneamente si dedica alla ricerca di nuovi talenti: ricontatta il vecchio amico e compagno nei Rock Boys, Ico Cerutti, che incide alcuni 45 giri, chiama il suo amico conosciuto durante il servizio militare, Detto Mariano, come arrangiatore ufficiale, e mette sotto contratto giovani ancora sconosciuti come Don Backy, Pilade, Natale Massara, Ugolino; spesso questi artisti vengono fatti incidere con pseudonimi (Don Backy si chiama in realtà Aldo Caponi, Pilade è Lorenzo Pilat, Ugolino si chiama Guido Lamberti); anche Gianco, finché incideva per la Ricordi, usava il suo vero cognome (Ricky Sanna). Nel 1964 viene chiamato ad unirsi al Clan un giovanissimo Gianni Morandi ma il manager di quest'ultimo, Paolo Lionetti, lo fece desistere temendo che entrando nel Clan Celentano potesse oscurare il suo successo.
La Jolly non accetta però la decisione di Celentano, e se da un lato lo denuncia per inadempienze contrattuali e rottura del contratto stesso (la causa terminerà solo nel 1965), dall’altro continua a pubblicare su 45 giri canzoni che Celentano aveva registrato ma che erano rimaste inedite, facendo così concorrenza sleale alle pubblicazioni del Clan: così, pochi giorni prima di Stai lontana da me, viene pubblicato Si è spento il sole, brano sullo stile di Frankie Laine che riscuote un buon successo, tra Pregherò e Il tangaccio la Jolly diffonde nei negozi A New Orleans, e stampano e diffondono addirittura un LP con alcuni 45 giri e qualche inedito.
Celentano cerca in tutti i modi di lanciare i cantanti del Clan: per effettuare le serate chiede espressamente ai manager di chiamare nella stessa serata anche uno dei suoi artisti. Al Cantagiro 1962 (dove partecipa con Stai lontana da me) si "inventa" un malore per far cantare al suo posto Ricky Gianco, ed anche quando è invitato in televisione porta sempre con sé Don Backy o i Ribelli o Cerutti.
Per il lancio di Milena Cantù, nel 1964, si inventa un personaggio misterioso, La ragazza del Clan, che per mesi non si fa vedere in viso pur incidendo dischi, ed abbina al lancio una canzone dei Ribelli, intitolata Chi sarà la ragazza del Clan?, dimostrando comunque una conoscenza del funzionamento dei media sicuramente all'avanguardia per l'epoca; il risultato è che la Cantù, sotto falso nome, vende circa 500 000 copie di 45 giri, mentre quelli incisi in seguito con il suo vero nome (e dopo l'abbandono del Clan) passeranno inosservati.
L'esperienza del Clan dura però appena sei anni, uccisa dagli atteggiamenti dispotici del leader, da infiniti problemi contrattuali e anche dalle ambizioni di successo personale dei singoli artisti: in alcuni casi come Ricky Gianco o i Ribelli il distacco è indolore, mentre in altri si accompagna a processi e sentenze, ed è questo il caso di Don Backy.

### Il polemico abbandono di Don Backy
Nel 1968, tra mille polemiche, Don Backy decise di abbandonare il Clan Celentano per problemi legati ai diritti d'autore. Le versioni di questa vicenda sono discordanti; secondo Don Backy, egli doveva partecipare quell'anno al Festival di Sanremo con due sue canzoni: Canzone, cantata da lui e da Milva, e Casa bianca, presentata da Ornella Vanoni e Marisa Sannia. A causa di una nuova norma del regolamento del Festival, che impediva allo stesso compositore di firmare da solo più di una canzone, il Clan gli impone di cofirmare Casa bianca da un altro musicista, Eligio La Valle. Nonostante il rifiuto di Don Backy, l'etichetta discografica fa registrare ugualmente La Valle come compositore del brano e, per tutta risposta, il cantante rompe il contratto lasciando polemicamente l’etichetta. La sua Canzone, interpretata proprio da Adriano Celentano, arriva terza, mentre Casa bianca si piazza al secondo posto, alle spalle di Canzone per te di Sergio Endrigo e Roberto Carlos.
Dopo l’uscita dal Clan, Don Backy fonda una sua etichetta discografica, chiamandola ironicamente Amico, facendo uscire un 45 giri con "Canzone" e sul lato B "Casa bianca". Anche il Clan pubblica un suo 45 giri, con incisa la versione di "Canzone" che Don Backy aveva inciso in precedenza. Tutto ciò, unito al 45 giri cantato da Milva e a quello di Celentano, fa sì che nello stesso periodo ci siano ben 4 dischi con la stessa canzone, con il risultato di ammazzarne le vendite (che, pur alte, sarebbero potute essere maggiori). La vicenda prosegue in tribunale: Celentano denuncia Don Backy per aver rotto il contratto. Questi, a sua volta, denuncia il Molleggiato per inadempienze varie nel pagamento dei diritti editoriali d'autore; a queste fanno seguito altre cause intentate da Don Backy in merito alla paternità di Casa bianca.

### Anni successivi
La vicenda Don Backy segna un po' il canto del cigno dell'esperienza del Clan come era stata pensata alle origini da Celentano: se continuano a lavorare con lui alcuni amici come Beretta, Del Prete, Dittongo o il nipote Santercole, viene sempre più tralasciata l'attività di scoperta e lancio di nuovi talenti, al punto che nel giro di pochi anni i dischi pubblicati dall'etichetta saranno solo quelli di Celentano stesso e qualche singolo di sua moglie Claudia Mori.
Il Clan ha anche distribuito, nel corso della sua attività, i dischi di altre etichette come la Kansas di Miki Del Prete e Domenico Seren Gay, la Fantasy, l'Italian Yank e la Disco Azzurro dei fratelli Franco e Claudio Lippi.

## Dischi
La datazione qui riportata si basa sull'etichetta del disco o sulla copertina; qualora nessuno di questi elementi abbia una datazione, è basata sulla numerazione del catalogo; talora è, infine, basata sul codice della matrice di stampa. Se esistenti, sono riportati, oltre all'anno, il mese e il giorno (quest'ultimo dato si trova, a volte, stampato sul vinile).

### Album a 33 giri
| Numero di catalogo | Anno           | Interprete        | Titoli                                          |
| ------------------ | -------------- | ----------------- | ----------------------------------------------- |
| ACC 40000          | Settembre 1963 | Detto Mariano     | Uno strano tipo - colonna sonora originale      |
| ACC 40002          | 1965           | Adriano Celentano | Non mi dir                                      |
| ACC 40005          | 1965           | Don Backy         | L'amore                                         |
| ACC 40006          | Marzo 1965     | Adriano Celentano | La festa                                        |
| ACC 40007          | Novembre 1966  | Adriano Celentano | Il ragazzo della via Gluck                      |
| ACC 40009          | 1968           | Don Backy         | Casa bianca                                     |
| ACC 40011          | Maggio 1968    | Adriano Celentano | Azzurro/Una carezza in un pugno                 |
| BF/LP/CS 1001      | 1968           | Beppe Moraschi    | Putiferio va alla guerra                        |
| BF 501             | Dicembre 1968  | Adriano Celentano | Adriano rock                                    |
| BF 502             | 1969           | Adriano Celentano | Le robe che ha detto Adriano                    |
| BF 506             | 1969           | Adriano Celentano | Pioggia di successi                             |
| BF 507             | 1969           | Orchestra         | Teneramente                                     |
| BFM 700            | 1969           | Adriano Celentano | Il forestiero                                   |
| CLN 69065          | 1974           | Claudia Mori      | Fuori tempo                                     |
| CLN 81342          | 1975           | Detto Mariano     | Come una Cenerentola - colonna sonora originale |
| CLN 81880          | 1977           | Claudia Mori      | È amore                                         |

#### 33 giri esteri
| Numero di catalogo | Anno | Interprete     | Titoli             |
| ------------------ | ---- | -------------- | ------------------ |
| BF/ES/LP 7015      | 1970 | The Humblebums | The New Humblebums |
| BF/ES/LP 7016      | 1970 | The Pentangle  | Basket Of Light    |

### Singoli

#### 45 giri - Serie ACC
| Numero di catalogo | Anno         | Interprete                                                                                        | Titoli                                                                     |
| ------------------ | ------------ | ------------------------------------------------------------------------------------------------- | -------------------------------------------------------------------------- |
| ACC 24000          | 1962         | Ricky Gianco                                                                                      | Vedrai che passerà/Te ne vai                                               |
| ACC 24001          | 1962         | Adriano Celentano                                                                                 | Stai lontana da me/Sei rimasta sola/Amami e baciami                        |
| ACC 24002          | 1962         | I Ribelli di Adriano Celentano                                                                    | La cavalcata/Serenata a Vallechiara                                        |
| ACC 24003          | 1962         | Don Backy e I Ribelli di Adriano Celentano                                                        | La storia di Frankie Ballan/Fuggiasco                                      |
| ACC 24004          | 1962         | Guidone                                                                                           | Tu lo sai/Poi popoi popoi poi                                              |
| ACC 24005          | 1962         | Adriano Celentano                                                                                 | Pregherò (prima parte)/Pasticcio in Paradiso                               |
| ACC 24006          | 1962         | Ricky Gianco                                                                                      | Tu vedrai/Il mio mondo/Non c'è pietà                                       |
| ACC 24007          | 1962         | Don Backy                                                                                         | L'ombra nel sole/Tu piangevi                                               |
| ACC 24008          | 1963         | Natale Befanino (lato A)/La ragazza del Clan (lato B)                                             | Danny boy/Eh già                                                           |
| ACC 24009          | 1963         | Adriano Celentano                                                                                 | Il tangaccio/Grazie, prego, scusi                                          |
| ACC 24010          | 1963         | Detto Mariano                                                                                     | Guitar song/05-21                                                          |
| ACC 24011          | 1963         | Don Backy                                                                                         | Amico/La carità/Dimmi cos'è                                                |
| ACC 24012          | 1963         | Adriano Celentano                                                                                 | Sabato triste/Le notti lunghe                                              |
| ACC 24013          | 1963         | Don Backy                                                                                         | Sono solo/Ho rimasto                                                       |
| ACC 24014          | 1964         | La ragazza del Clan                                                                               | Eh !Già/Ogni sera al tram                                                  |
| ACC 24015          | 1964         | Adriano Celentano                                                                                 | Non mi dir/Non piangerò                                                    |
| ACC 24016          | 1964         | Adriano Celentano                                                                                 | Il problema più importante/È inutile davvero                               |
| ACC 24017          | 1964         | Gino Santercole                                                                                   | Attaccata al soffitto/Se vorrai                                            |
| ACC 24018          | 1964         | Don Backy                                                                                         | Io che giro il mondo/Mamma che caldo                                       |
| ACC 24019          | 1964         | Adriano Celentano                                                                                 | L'angelo custode/Bambini miei                                              |
| ACC 24020          | 1964         | Gino Santercole                                                                                   | Stella d'argento/Senza scarpe                                              |
| ACC 24021          | 1965         | Don Backy                                                                                         | Cara/Succederà                                                             |
| ACC 24022          | 1964         | Adriano Celentano                                                                                 | Ciao ragazzi/Chi ce l'ha con me                                            |
| ACC 24023          | 1965         | La ragazza del Clan                                                                               | Strana/Un mondo di bene/Il treno                                           |
| ACC 24024          | 1965         | Adriano Celentano                                                                                 | Sono un simpatico/E voi ballate/Due tipi come noi                          |
| ACC 24025          | 1965         | Gino Santercole                                                                                   | Oh Rose' Rosetta/Signore e signori                                         |
| ACC 24027          | 1965         | Adriano Celentano                                                                                 | La festa/Ringo                                                             |
| ACC 24030          | 1966         | Don Backy                                                                                         | L'amore/Una ragazza facile                                                 |
| ACC 24031          | 1966         | La ragazza del Clan                                                                               | Ma tu chi sei/Strana                                                       |
| ACC 24032          | 1966         | Adriano Celentano                                                                                 | Il ragazzo della via Gluck/Chi era lui                                     |
| ACC 24033          | 1966         | Il Trio del Clan (lato A)/La ragazza del Clan e Don Backy (lato B)                                | Il ragazzo della via Gluck/Due treccioline con l'elastico                  |
| ACC 24034          | 1966         | I Ribelli                                                                                         | A la buena de dios/Ribelli                                                 |
| ACC 24035          | 1966         | (Edizione Speciale per Juke Box) Adriano Celentano (lato A)/I Ribelli e Il Trio del Clan (lato B) | Il ragazzo della via Gluck/A la buena de dios / Il ragazzo della via Gluck |
| ACC 24037          | 1966         | Don Backy                                                                                         | Come Adriano/Serenata                                                      |
| ACC 24038          | 1966         | Milena Cantù                                                                                      | Bang bang/Che importa a me                                                 |
| ACC 24039          | 1966         | I Ribelli                                                                                         | Per una lira/Ehi...voi!                                                    |
| ACC 24040          | 1966         | Adriano Celentano                                                                                 | Mondo in mi 7°/Una festa sui prati                                         |
| ACC 24041          | 1966         | I Ribelli                                                                                         | Come Adriano/Enchinza Bubu                                                 |
| ACC 24042          | 1966         | Gino Santercole                                                                                   | Questo vecchio pazzo mondo/Il nostro tempo                                 |
| ACC 24043          | 1966         | (Edizione Speciale Per Juke Box) Don Backy (lato A)/ Milena Cantù (La ragazza del Clan) (lato B)  | Come Adriano/Bang Bang                                                     |
| ACC 24044          | 1966         | (Edizione Speciale Per Juke Box) I Ribelli (lato A)/Gino Santercole (lato B)                      | Come Adriano/Il Nostro Tempo                                               |
| ACC 24045          | 1967         | (Edizione Speciale Per Juke Box) Don Backy (lato A)/I Fuggiaschi (lato B)                         | Serenata/Ma..... Se                                                        |
| ACC 24047          | 1967         | Don Backy                                                                                         | L'immensità/Non piangere stasera                                           |
| ACC 24048          | 1967         | Don Backy                                                                                         | Non piangere stasera/Serenata                                              |
| ACC 24049          | 1967         | Pilade                                                                                            | La legge del menga/Male e bene                                             |
| ACC 24050          | 1967         | Ico Cerutti                                                                                       | È ritornato "l'uomo del banjo"/Niente                                      |
| ACC 24051          | 1967         | Adriano Celentano e Claudia Mori                                                                  | La coppia più bella del mondo/Torno sui miei passi                         |
| ACC 24052          | 1967         | Milena Cantù                                                                                      | L'ombra/La farfalla                                                        |
| ACC 24053          | 1967         | I Ragazzi della via Gluck                                                                         | Il contadino/Rock! Padre del beat                                          |
| ACC 24055          | 1967         | Don Backy                                                                                         | Poesia/Bum bum                                                             |
| ACC 24056          | 1967         | Gino Santercole                                                                                   | La lotta dell'amore/L'anima                                                |
| ACC 24058          | 1967         | Adriano Celentano                                                                                 | Tre passi avanti/Eravamo in 100.000                                        |
| ACC 24060          | 1967         | Teo Teocoli                                                                                       | Carolina nu parte cchiù/Scapricciatello                                    |
| ACC 24061          | 1967         | Don Backy                                                                                         | E facimmoce a' croce/Malinconia                                            |
| ACC 24062          | 1967         | Teo Teocoli                                                                                       | Le vitamine/Scapricciatello                                                |
| ACC 24063          | 1967         | Adriano Celentano & Claudia Mori(lato A, come La coppia)/Lei (lato B)                             | 30 donne nel west/Più forte che puoi                                       |
| ACC 24064          | 1967         | I Ragazzi della via Gluck                                                                         | La voce/Ragazze in fiore                                                   |
| ACC 24065          | 1968         | Pilade                                                                                            | Non sono Frank Sinatra/Che notte sarà                                      |
| ACC 24066          | 1968         | (Edizione Speciale Per Juke Box) Teo Teocoli (lato A)/I Ragazzi della via Gluck (lato B)          | Le Vitamine/Ragazze In Fiore                                               |
| ACC 24069          | 1968         | Maria Luigia                                                                                      | Loro sanno dove/L'ultimato                                                 |
| ACC 24070          | 1968         | Don Backy                                                                                         | Canzone/I got a woman                                                      |
| ACC 24071          | 1968         | Don Backy                                                                                         | Casa bianca/Ma con chi                                                     |
| ACC 24072          | 9 marzo 1968 | Pilade                                                                                            | Il re d'Inghilterra/La tramontana                                          |
| ACC 24073          | 1968         | Adriano Celentano                                                                                 | Canzone/Un bimbo sul leone                                                 |
| ACC 24074          | 1968         | Ico Cerutti                                                                                       | E suoneranno le campane/Le cose intorno a noi                              |
| ACC 24075          | 1968         | Pilade                                                                                            | Un po' di vino/Amami un giorno soltanto                                    |
| ACC 24076          | 1968         | Gino Santercole                                                                                   | Jane and John/Come è bello il giorno                                       |
| ACC 24077          | 1968         | Gianaca                                                                                           | Il cielo e tu/La sorpresa                                                  |
| ACC 24080          | 1968         | Adriano Celentano                                                                                 | Azzurro/Una carezza in un pugno                                            |
| ACC 24084          | 1968         | (Edizione Speciale per Juke Box) Adriano Celentano                                                | Azzurro/Una carezza in un pugno                                            |
| ACC 24085          | 1968         | (Edizione Speciale per Juke Box) Adriano Celentano (lato A) / Pilade (lato B)                     | Una Carezza In Un Pugno/Un Po' Di Vino                                     |
| ACC 24086          | 1968         | (Edizione Speciale per Juke Box) Ico Cerutti (lato A) / I Vagabondi della Verità (lato B)         | E Suoneranno Le Campane/L'Amore Vero                                       |
| ACC 24087          | 1968         | (Edizione Speciale per Juke Box) Pilade (lato A) / Gino Santercole (lato B)                       | Amami Un Giorno Soltanto/Jane And John                                     |
| ACC 24088          | 1968         | (Edizione Speciale per Juke Box) Maria Luigia (lato A) / Adriano Celentano (lato B)               | Loro sanno dove/Azzurro                                                    |
| ACC 24091          | 1968         | Le Macchie d'Inchiostro                                                                           | Macchie d'inchiostro/Viva la fiera                                         |

#### 45 giri - Serie BF
| Numero di catalogo | Anno | Interprete | Titoli                                                                        |
| ------------------ | ---- | --- | ----------------------------------------------------------------------------- |
| BF 69001           | 1969 | Adriano Celentano | L'attore/La tana del re                                                       |
| BF 69002           | 1969 | Ico Cerutti | Sarà lunga la notte/Balla                                                     |
| BF 69003           | 1969 | I Ragazzi della via Gluck | Vola vola vola/Sei la mia donna                                               |
| BF 69004           | 1969 | Sancho | Sete/Il bicchiere                                                             |
| BF 69005           | 1969 | Gianaca | L'esperienza/Quelli erano giorni                                              |
| BF 69006           | 1969 | I Vagabondi della Verità | Come muore un giorno/Sposami subito                                           |
| BF 69007           | 1969 | Fred Bongusto | Una striscia di mare/Ciao nemica                                              |
| BF 69008           | 1969 | (Edizione Speciale per Juke Box) Adriano Celentano (lato A) / Gianaca (lato B)                                                                                                 | L'attore/Quelli Erano Giorni                                                  |
| BF 69009           | 1969 | (Edizione Speciale per Juke Box) Ico Cerutti (lato A) / I Ragazzi della via Gluck (lato B)                                                                                     | Sarà Lunga La Notte/Sei La Mia Donna                                          |
| BF 69010           | 1969 | (Edizione Speciale per Juke Box) Gianaca (lato A) / I Vagabondi della Verità (lato B)                                                                                          | L'esperienza/Sposami Subito                                                   |
| BF 69011 BF 69012  | 1969 | (Edizione Speciale per Juke Box) Adriano Celentano (lato A) / Sancho (lato B) (Edizione speciale per Juke Box) Adriano Celentano (lato A) / I Ragazzi della Via Gluck (lato B) | Napoleone, Il Cow Boy e Lo Zar / Il Bicchiere La Tana del Re / Vola vola vola |
| BF 69013           | 1969 | Adriano Celentano | La storia di Serafino/La pelle                                                |
| BF 69014           | 1969 | Adriano Celentano | Storia d'amore / Straordinariamente                                           |
| BF 69015           | 1969 | Gianaca | Ago filo e lacrime/Trionfo                                                    |
| BF 69016           | 1969 | Katty Line | La rivale/Tu vinci sempre                                                     |
| BF 69017           | 1969 | Pilade | Angelino il camionista/Rosina                                                 |
| BF 69018           | 1969 | (Edizione Speciale per Juke Box) Adriano Celentano (lato A)/ Katty Line (lato B)                                                                                               | Storia D'Amore/La Rivale                                                      |
| BF 69019           | 1969 | (Edizione Speciale per Juke Box) Fred Bongusto (lato A)/ Maria Luigia (lato B)                                                                                                 | Una Striscia Di Mare/Ai Quattro Venti                                         |
| BF 69020           | 1969 | (Edizione Speciale per Juke Box) Adriano Celentano (lato A)/ Gianaca (lato B)                                                                                                  | Straordinariamente/Ago, Filo e Lacrime                                        |
| BF 69021           | 1969 | (Edizione Speciale per Juke Box) Fred Bongusto (lato A)/ Pilade (lato B) | Ciao Nemica/Angelino Il Camionista                                            |
| BF 69022           | 1969 | Maria Luigia | Ai quattro venti/Sento una canzone                                            |
| BF 69023           | 1969 | Le Macchie di Inchiostro | Pannocchia di grano/Aspetterò le vacanze                                      |
| BF 69024           | 1969 | Gino Santercole | Povero Gino/Barbara                                                           |
| BF 69026           | 1969 | (Edizione Speciale per Juke Box) Le Macchie d'Inchiostro (lato A)/ Pilade (lato B)                                                                                             | Aspetterò Le Vacanze/Rosina                                                   |
| BF 69027           | 1969 | (Edizione Speciale per Juke Box) Gino Santercole (lato A)/ Maria Luigia (lato B)                                                                                               | Barbara/Sento Una Canzone                                                     |
| BF 69029           | 1969 | Katty Line | Vent'anni/Finito                                                              |
| BF 69030           | 1969 | Adriano Celentano | Lirica d'inverno/L'uomo nasce nudo                                            |
| BF 69031           | 1969 | I Ragazzi della via Gluck | L'amore è blu - ...ma ci sei tu.../I tuoi occhi camminano in me               |
| BF 69032           | 1969 | Fred Bongusto | Tra cinque minuti/Angelo straniero                                            |
| BF 69033           | 1969 | (Edizione Speciale per Juke Box) Adriano Celentano (lato A)/ I Ragazzi della via Gluck (lato B)                                                                                | Lirica D'Inverno/L'Amore è Blu - ...Ma Ci Sei Tu...                           |
| BF 69035           | 1969 | (Edizione Speciale per Juke Box) Katty Line (lato A)/ I Ragazzi della via Gluck (lato B)                                                                                       | Finito/I Tuoi Occhi Camminano In Me                                           |
| BF 69036           | 1969 | Fred Bongusto | Nell'Alba Alle Sei/Tremila Anni Fa                                            |
| BF 69038           | 1969 | I Ragazzi della via Gluck | L'amore è blu - ...ma ci sei tu.../Sei la mia donna                           |
| BF 69039           | 1970 | Pio | Nevicava a Roma/Brucerei                                                      |
| BF 69040           | 1970 | Adriano Celentano | Chi non lavora non fa l'amore/Due nemici innamorati                           |
| BF 69041           | 1970 | Claudia Mori (lato A) / Adriano Celentano (lato B) | Chi non lavora non fa l'amore/EA                                              |
| BF 69042           | 1970 | I Ragazzi della via Gluck | Ahi! Che Male Che Mi Fai/Oroscopo                                             |
| BF 69043           | 1970 | (Edizione Speciale Per Juke Box) Adriano Celentano (lato A)/ I Ragazzi della via Gluck (lato B)                                                                                | Chi Non Lavora Non Fa L'Amore/Ahi! Che Male Che Mi Fai                        |
| BF 69044           | 1970 | (Edizione Speciale Per Juke Box) Pio (lato A)/ Claudia Mori (lato B) | Nevicava A Roma/Chi Non Lavora Non Fa L'Amore                                 |
| BF 69045           | 1970 | Gino Santercole | Il re di fantasia/Com'è triste la notte                                       |
| BF 69046           | 1970 | Pio | Il pianista di quella sera/Grande come il mare                                |
| BF 69047           | 1970 | Valeria Rigano | Il pirata/In un bar taverna                                                   |
| BF 69048           | 1970 | (Edizione Speciale Per Juke Box) Adriano Celentano | Due Nemici Innamorati/EA                                                      |
| BF 69049           | 1970 | Katty Line | In direzione del sole side/Every body                                         |
| BF 69050           | 1970 | I Ragazzi della via Gluck | AZ/018 / Astri Chiari                                                         |
| BF 69051           | 1970 | Adriano Celentano | Viola/Se sapevo non crescevo                                                  |
| BF 69052           | 1970 | Claudia Mori | ...e subito fu amore/Signore, tu!                                             |
| BF 69054           | 1970 | Gino | Maggio/Tre Soldi In Più                                                       |
| BF 69055           | 1970 | Lucille | Che notti bianche!/Ma cosa so di te                                           |
| BF 69056           | 1970 | Made In Italy | W L'Amore/Che Farai Di Me                                                     |
| BF 69057           | 1970 | (Edizione Speciale Per Juke Box) Adriano Celentano (lato A)/ Johnny Tame (lato B)                                                                                              | Viola/Walter Walter                                                           |
| BF 69060           | 1970 | (Edizione Speciale Per Juke Box) Adriano Celentano (lato A)/ Jerry Williams & Dynamite Brass (lato B)                                                                          | Se Sapevo Non Crescevo/Boogaloo Baby                                          |
| BF 69063           | 1970 | (Edizione Speciale Per Juke Box) Valeria Rigano (lato A)/ Gino (lato B) | In Un Bar Taverna/Maggio                                                      |
| BF 69064           | 1970 | (Edizione Speciale Per Juke Box) Claudia Mori (lato A)/ Lucille (lato B) | ...E Subito Fu Amore/Che Notti Bianche!                                       |
| BF 70000           | 1971 | Adriano Celentano | Sotto le lenzuola/Il forestiero                                               |
| BF 70001           | 1971 | Pio | Occhi bianchi e neri/Tu sei cattiva                                           |
| BF 70002           | 1971 | Coro Alpino Milanese | Sotto le lenzuola/Ce bielis maninis                                           |
| BF 70003           | 1971 | Mau Cristiani | Occhi bianchi e neri/Voglio regalarti questo disco                            |
| BF 70004           | 1971 | (Edizione Speciale per Juke Box) Adriano Celentano / Archaeopterix | Sotto Le Lenzuola/Barbarella                                                  |
| BF 70006           | 1971 | (Edizione Speciale per Juke Box) Mau Cristiani / Adriano Celentano | Occhi bianchi e neri/Il forestiero                                            |
| BF 70007           | 1971 | Made in Italy | Lontano/O sì o no                                                             |
| BF 70009           | 1971 | Trio Balera | Arrivederci e grazie/Il balordo                                               |
| BF 70010           | 1971 | Adriano Celentano | Una storia come questa/Brutta                                                 |
| BF 70013           | 1971 | Katty Line | La rivoluzione delle donne/Una promessa                                       |
| BF 70014           | 1971 | Mau Cristiani | Cento donne... e poi Maria/Un sogno                                           |
| BF 70015           | 1971 | Adriano Celentano | Una storia d'amore e di coltello/Er Più                                       |
| BF 70016           | 1972 | Mau Cristiani | Cento donne... e poi Maria/In your room                                       |
| BF 70017           | 1972 | Renato | Tu mi eri scoppiata nel cuore/Dopo di lei                                     |
| BF 70018           | 1972 | Adriano Celentano | Un albero di trenta piani/Forse eri meglio di lei                             |
| BF 70019           | 1972 | Mau Cristiani | La prima e l'ultima volta/Sei tu                                              |
| BF 70020           | 1972 | Claudia Mori | Il sognatore/Amarti volerti pensarti                                          |
| BF 70022           | 1972 | Adriano Celentano | La ballata di pinocchio/I will drink the wine                                 |
| BF 70024           | 1972 | Giorgio Bristol | Serenata per lei/Amami e basta                                                |
| BF 70026           | 1972 | Adriano Celentano | Prisencolinensinainciusol/Disc Jockey                                         |

#### 45 giri - Serie CLN
| Numero di catalogo | Anno | Interprete | Titoli                                                                                          |
| ------------------ | ---- | --- | ----------------------------------------------------------------------------------------------- |
| CLN 1292           | 1973 | Claudia Mori | Pupatella/L'amor come si fa                                                                     |
| CLN 1319           | 1973 | Adriano Celentano | L'unica chance/Quel signore del piano di sopra                                                  |
| CLN 1887           | 1973 | Adriano Celentano | We're gonna move/Only you                                                                       |
| YD 348             | 1973 | (Edizione Speciale Per Juke Box) Adriano Celentano                                                                           | We're Gonna Move/Only You                                                                       |
| CLN 2443           | 1974 | Adriano Celentano / Adriano Celentano e Claudia Mori                                                                         | Bellissima/Stringimi A Te                                                                       |
| YD 381             | 1974 | (Edizione Speciale Per Juke Box) Adriano Celentano / Adriano Celentano e Claudia Mori                                        | Bellissima/Stringimi A Te                                                                       |
| CLN 2600           | 1974 | Claudia Mori | Buonasera dottore/Che scherzo mi fai                                                            |
| CLN 3040           | 1975 | Gino Santercole indicato come ".......?......" / Adriano Celentano                                                           | Such a cold night tonight/La Ballata                                                            |
| YD 401             | 1975 | (Edizione Speciale Per Juke Box) Gino Santercole indicato come ".......?......" / Adriano Celentano                          | Such a cold night tonight/La Ballata                                                            |
| YD 419             | 1975 | (Edizione Speciale per Juke Box) Claudia Mori / Claude Michel Schonberg                                                      | Buonasera Dottore/Il Primo Passo                                                                |
| CLN 3208           | 1975 | Adriano Celentano | Yuppi du/La ballata                                                                             |
| CLN 3633           | 1975 | Adriano Celentano | Un'altra volta chiudi la porta/Do dap                                                           |
| YD 428             | 1975 | (Edizione Speciale Per Juke Box) Adriano Celentano                                                                           | Un'Altra Volta Chiudi La Porta/Do Dap                                                           |
| CLN 4060           | 1975 | Claudia Mori con Marcello Mastroianni                                                                                        | Come una Cenerentola/La montagna                                                                |
| CLN 4375           | 1976 | Adriano Celentano | Svalutation/La barca                                                                            |
| YD 464             | 1976 | (Edizione Speciale Per Juke Box) Adriano Celentano                                                                           | Svalutation/La Barca                                                                            |
| YD 468             | 1976 | (Edizione Speciale Per Juke Box) Claudia Mori con Marcello Mastroianni (su etichetta Clan) / Strutt (su etichetta Brunswick) | Come Una Cenerentola/Time Moves On                                                              |
| CLN 5007           | 1977 | Claudia Mori | Hey, hey, hey/Sguardo da moglie                                                                 |
| CLN 5048           | 1977 | Adriano Celentano | A Woman In Love-Rock Around The Clock/Don't Play That Song (You Lied)                           |
| YD 474             | 1977 | (Edizione Speciale Per Juke Box) Adriano Celentano                                                                           | A Woman In Love-Rock Around The Clock/Don't Play That Song (You Lied)                           |
| CLN 5403           | 1977 | Adriano Celentano | When love.../Somebody save me                                                                   |
| CLN 10089          | 1978 | Adriano Celentano | Ti avrò/La moglie, l'amante, l'amica                                                            |
| YD 523             | 1978 | (Edizione Speciale Per Juke Box) Adriano Celentano                                                                           | Vetrina/Che Donna                                                                               |
| CLN 10120          | 1979 | Adriano Celentano | Che Cosa Ti Farei/Geppo                                                                         |
| YD 537             | 1979 | (disco promozionale realizzato per la compagnia aerea Lufthansa) Adriano Celentano                                           | Hello America/Che Cosa Ti Farei                                                                 |
| CLN 10174          | 1979 | Adriano Celentano | Soli/Io e te                                                                                    |
| CLN 10214          | 1979 | Serge Riva | Cicamericanbonbonsuisse/Addormentarmi così                                                      |
| YD 553             | 1979 | (Edizione Speciale Per Juke Box) Adriano Celentano / Serge Riva                                                              | People/Cicamericanbonbonsuisse                                                                  |
| CLN 10246          | 1980 | Adriano Celentano | Mani di velluto/Canzone d'amore                                                                 |
| CLN 10251          | 1980 | Adriano Celentano / Orchestra Detto Mariano                                                                                  | Qua La Mano/Gocce D'Acqua (strumentale)                                                         |
| CLN 10252          | 1980 | Adriano Celentano | Il tempo se ne va/Non se ne parla nemmeno                                                       |
| YD 561             | 1980 | (Edizione Speciale Per Juke Box) Adriano Celentano                                                                           | Il Tempo Se Ne Va/Un Po' Artista Un Po' No                                                      |
| CLN 10305          | 1980 | Adriano Celentano | Innamorata, incavolata a vita/Se non è amore                                                    |
| YD 580             | 1980 | (Edizione Speciale Per Juke Box) Adriano Celentano                                                                           | Innamorata, Incavolata A Vita/Se Non è Amore                                                    |
| CLN 10326          | 1981 | Adriano Celentano | L'Artigiano (1ª parte)/L'Artigiano (2ª parte)                                                   |
| YD 587             | 1981 | (Edizione Speciale Per Juke Box con copertina dedicata) Adriano Celentano                                                    | L'Artigiano (1ª parte)/L'Artigiano (2ª parte)                                                   |
| YD 592             | 1981 | (Edizione Speciale Per Juke Box) Adriano Celentano                                                                           | Deus/Mi Fanno Ridere                                                                            |
| CLN 10359          | 1981 | John Gallo | Mondialpol man/Walkie talkie                                                                    |
| CLN 10371          | 1982 | Adriano Celentano / Orchestra Bruno Zambrini                                                                                 | Crazy Movie/Roma Che Fa... Te Innamora (strumentale)                                            |
| YD 610             | 1982 | (Edizione Speciale Per Juke Box) Adriano Celentano                                                                           | Crazy Movie/Quando                                                                              |
| CLN 10373          | 1982 | Claudia Mori | Non succederà più/Un filo di pazzia                                                             |
| YD 615             | 1982 | (Edizione Speciale Per Juke Box) Claudia Mori (etichetta Clan) / Diego Abatantuono (etichetta CGD)                           | Non Succederà Più/Eccezziunale... Veramente                                                     |
| CLN 10393          | 1982 | Adriano Celentano | Uel mae sae/We're gonna move                                                                    |
| YD 617             | 1982 | (Edizione Speciale Per Juke Box) Adriano Celentano                                                                           | Uel Mae Sae/We're Gonna Move                                                                    |
| CLN 10442          | 1982 | Adriano Celentano | Uh... Uh.../Jungla Di Città                                                                     |
| YD 636             | 1982 | (Edizione Speciale Per Juke Box) Adriano Celentano                                                                           | Jungla Di Città/Niente Di Nuovo                                                                 |
| CLN 10484          | 1983 | Claudia Mori | Il principe /Dal dire al fare                                                                   |
| YD 665             | 1983 | (Edizione Speciale Per Juke Box) Adriano Celentano (etichetta CGD Clan)                                                      | a) Atmosfera b) Les Feuilles Mortes (medley)/Prima Pagina                                       |
| YD 666             | 1983 | (Edizione Speciale Per Juke Box) Adriano Celentano (etichetta ASCOLTO Clan)                                                  | Sound Di Verità/Dipenderà Da Te                                                                 |
| YD 685             | 1984 | (Edizione Speciale Per Juke Box) Adriano Celentano (etichetta COME IL VENTO Clan)                                            | Susanna (Susanna)/Il Contadino (Hold On I'm Coming)                                             |
| CLN 23001          | 1984 | (Special Single 45) Adriano Celentano                                                                                        | Susanna (Susanna)/Il Cantante Folle (The Great Pretender) (formato 12inch)                      |
| CLN 10603          | 1985 | Claudia Mori | Chiudi la porta/È inutile davvero                                                               |
| CLN 10782          | 1987 | Rosita Celentano | Dal tuo sguardo in poi/Dal tuo sguardo in poi (strumentale)                                     |
| CLN 10786          | 1987 | Adriano Celentano | Mi attrai/La luce del sole                                                                      |
| CLN 16015          | 1987 | Adriano Celentano | L'Ultimo Gigante - Rock Around The Clock (medley)/È Ancora Sabato (formato picture disc 12inch) |
| YD 767             | 1991 | (Edizione Speciale per Juke-Box) Adriano Celentano                                                                           | Terza guerra mondiale/Letto di foglie                                                           |
| CLN 060000793      | 1994 | (Edizione Speciale per Juke-Box) Adriano Celentano                                                                           | Attraverso me/Uh Uh (remix)                                                                     |
| JC 15592           | 2000 | (Edizione Speciale per Juke-Box) Adriano Celentano/Gianni Bella                                                              | Per averti/Il profumo del mare                                                                  |

#### 45 giri esteri
| Numero di catalogo | Anno | Interprete              | Titoli                                   |
| ------------------ | ---- | ----------------------- | ---------------------------------------- |
| BF ES 84           | 1969 | Suzie & Mike            | Be my baby/Baby I love you               |
| BF ES 88           | 1969 | Ola & Janglers          | Le mele verdi/Ho un amico centenario     |
| BF ES 91           | 1970 | Jørgen Ingmann          | El condor pasa/No time like now, my love |
| BF ES 95           | 1970 | Barry Hopkins           | Tu ed io/Più bella che mai               |
| BF ES 98           | 1970 | Day Costello            | La lunga strada che/Free                 |
| BF ES 107          | 1971 | Bill Haley & the Comets | Me and Bobby Mc Gee/Pink Eyed Pussycat   |

### EtichettaCiao! Ragazzi

#### Singoli a 45 giri
Nel 1965 il Clan Celentano creò una sottoetichetta, chiamandola Ciao! Ragazzi (dal titolo della nota canzone di Celentano), con l'obiettivo di pubblicare dischi con sonorità più vicine al pubblico dei giovanissimi, in particolare beat.
Tra gli artisti che incisero per questa etichetta, il gruppo dei I Fuggiaschi e Tanja, primo nome d'arte di Lara Saint Paul.
| Numero di catalogo | Anno | Interprete                                                                | Titoli                                          |
| ------------------ | ---- | ------------------------------------------------------------------------- | ----------------------------------------------- |
| CR. 01001          | 1965 | Pilade                                                                    | D'accordo/Ciao ciao ciao                        |
| CR. 01002          | 1965 | I Fuggiaschi                                                              | Nulla di me/Droga                               |
| CR. 01003          | 1965 | Tanja                                                                     | L'hawaiana/Il tuo nome                          |
| CR. 01004          | 1965 | Ico Cerutti                                                               | Quando il sole scenderà/Va bene fai tu!         |
| CR. 01005          | 1965 | Pilade                                                                    | Charlie Brown/In tredici                        |
| CR. 01006          | 1965 | I Fuggiaschi                                                              | Tipperary/Proprio lei                           |
| CR. 01007          | 1965 | Pilade                                                                    | Shenandoah/Charlie Brown                        |
| CR. 01008          | 1965 | Ico Cerutti                                                               | Chiedo giustizia in amore/Un uomo come me       |
| CR. 01010          | 1966 | Ico Cerutti                                                               | Il mio amico James Bond/Da un momento all'altro |
| CR. 01011          | 1966 | The Wretched                                                              | Come una pietra che rotola/La mia preghiera     |
| CR. 01013          | 1966 | Pilade                                                                    | Lei non può/La mia ciccia                       |
| CR. 01015          | 1966 | Ico Cerutti                                                               | Vale più di noi/La volpe                        |
| CR. 01016          | 1966 | (Edizione Speciale Per Juke Box) Pilade (lato A)/Ico Cerutti (lato B)     | La mia ciccia/Vale più di noi                   |
| CR. 01018          | 1967 | Tony Spada                                                                | Non è così/Quel ragazzo                         |
| CR. 01019          | 1967 | Little Pupa                                                               | Un violino che ride/Peccato il nostro amore     |
| CR. 01020          | 1967 | (Edizione Speciale Per Juke Box) Tony Spada (lato A)/Little Pupa (lato B) | Non è così/Un violino che ride                  |
| CR. 01021          | 1967 | I Vagabondi della Verità                                                  | Lei non ha pianto mai/L'amore vero              |

#### EP
| Numero di catalogo | Anno | Interprete                                                        | Titoli                                                        |
| ------------------ | ---- | ----------------------------------------------------------------- | ------------------------------------------------------------- |
| ACC-SP-25002       | 1965 | Adriano Celentano (lato A) / Gino Santercole - Don Backy (lato B) | Ciao ragazzi/Chi ce l'ha con me/Sono un fallito/Voglio dormir |

#### Album a 33 giri
Per quel che riguarda gli LP, la Ciao! ragazzi si dedicò a generi non conformi allo stile dell'etichetta principale, ad esempio il jazz.
| Numero di catalogo | Anno | Interprete       | Titoli             |
| ------------------ | ---- | ---------------- | ------------------ |
| CR LP 05000        | 1965 | Giorgio Azzolini | Tribute to someone |

### EtichettaClan serie R
Singoli a 45 giri
| Numero di catalogo | Anno | Interprete                                                | Titoli                                     |
| ------------------ | ---- | --------------------------------------------------------- | ------------------------------------------ |
| R 6000             | 1963 | Natale Befanino e I Ribelli (lato A) / I Ribelli (lato B) | Danny Boy/Alle 9 Al Bar                    |
| R 6001             | 1964 | I Ribelli                                                 | Alle 9 Al Bar/La Cavalcata                 |
| R 6002             | 1964 | I Ribelli                                                 | Chi Sarà La Ragazza Del Clan?/Quella Donna |